# Columbia (Virginia)
Columbia è una comunità non incorporata degli Stati Uniti d'America, situata nello Stato della Virginia, nella Contea di Fluvanna.